# 岡嶋裕史
岡嶋 裕史（おかじま ゆうし、1972年 - ）は、日本の情報学研究者、システムエンジニア。学位は博士（総合政策）。現在は中央大学国際情報学部教授。専門分野は情報セキュリティ、ネットワーク。

## 経歴
1972年（昭和47年）、東京都で生まれる。
大学入学資格検定に合格後、1993年（平成5年）に中央大学総合政策学部に入学し、1997年（平成9年）卒業。その後、同大学の大学院総合政策研究科博士前期課程を修了し、修士（総合政策）の学位を取得。1999年（平成11年）、富士総合研究所に入社。
2002年（平成14年）に富士総合研究所を退職し、関東学院大学経済学部に講師として着任。2004年（平成16年）、中央大学大学院総合政策研究科博士後期課程を修了し、博士（総合政策）の学位を取得。
2015年（平成27年）、関東学院大学を退職し、自身の母校である中央大学総合政策学部の准教授に着任。2019年（平成31年）より中央大学国際情報学部教授。

## 著書

### 2000年代まで
- 『分散オブジェクト指向行政情報システム Process management method』郁朋社、1999年10月。ISBN 4-87302-042-5。
- 『暗証番号はなぜ4桁なのか? セキュリティを本質から理解する』光文社〈光文社新書〉、2005年9月。ISBN 4-334-03323-7。
- 『郵便と糸電話でわかるインターネットのしくみ』集英社〈集英社新書〉、2006年3月。ISBN 4-08-720333-6。
- 『数式を使わないデータマイニング入門 隠れた法則を発見する』光文社〈光文社新書〉、2006年5月。ISBN 978-4-334-03355-2。
- 『セキュリティはなぜ破られるのか 10年使える「セキュリティの考え方」』講談社〈ブルーバックス〉、2006年7月。ISBN 4-06-257524-8。
- 『iPhone 衝撃のビジネスモデル』光文社〈光文社新書〉、2007年5月。ISBN 978-4-334-03402-3。
- 『構造化するウェブ ウェブの理想型を実現する技術とは』講談社〈ブルーバックス〉、2007年11月。ISBN 978-4-06-257577-5。
- 『ウチのシステムはなぜ使えない SEとユーザの失敗学』光文社〈光文社新書〉、2008年3月。ISBN 978-4-334-03444-3。
- 『しろうとクマくんとC言語の授業』NTT出版、2008年8月。ISBN 978-4-7571-0243-9。
- 『迷惑メールは誰が出す?』新潮社〈新潮新書〉、2008年10月。ISBN 978-4-10-610283-7。
- 『ジオン軍の失敗』講談社〈アフタヌーン新書〉、2009年5月。ISBN 978-4-06-364769-3。
- 『理系思考術』SBクリエイティブ〈SB新書〉、2009年6月。ISBN 978-4-7973-5238-2。
- 『今さら部下には聞けないパソコン術』光文社〈知恵の森文庫〉、2009年10月。ISBN 978-4-334-78540-6。

### 2010年代
- 『実験でわかるインターネット』岩波書店〈岩波ジュニア新書〉、2010年3月。ISBN 978-4-00-500651-9。
- 『アップル、グーグル、マイクロソフト クラウド、携帯端末戦争のゆくえ』光文社〈光文社新書〉、2010年3月。ISBN 978-4-334-03553-2。
- 『コンピュータvsプロ棋士 名人に勝つ日はいつか』PHP研究所〈PHP新書〉、2011年1月。ISBN 978-4-569-79435-8。
- 『スラスラわかるC言語』翔泳社〈Beginner's Best Guide to Programming〉、2012年6月。ISBN 978-4-7981-2581-7。
- 『個人情報ダダ漏れです!』光文社〈光文社新書〉、2013年9月。ISBN 978-4-334-03762-8。
- 『7日でわかる!はじめてのスマホ』NHK出版〈生活実用シリーズ NHK趣味どきっ!MOOK〉、2015年6月。ISBN 978-4-14-199215-8。
- 『スマホ&タブレットQ&Aで入門』宝島社〈TJ MOOK NHK趣味どきっ!〉、2015年6月。ISBN 978-4-8002-3913-6。 (監修)
- 『ポスト・モバイル ITとヒトの未来図』新潮社〈新潮新書〉、2010年7月。ISBN 978-4-10-610377-3。
- 『ハッカーの手口 ソーシャルからサイバー攻撃まで』PHP研究所〈PHP新書〉、2012年10月。ISBN 978-4-569-80496-5。
- 『ネット炎上職場の防火対策』日本経済新聞出版社〈日経プレミアシリーズ〉、2014年4月。ISBN 978-4-532-26245-7。
- 『ビッグデータの罠』新潮社〈新潮選書〉、2014年11月。ISBN 978-4-10-603759-7。
- 『こどもが楽しむ「プログラミン」入門』技術評論社、2015年4月。ISBN 978-4-7741-7343-6。
- 『擬人化でまなぼ!ネットワークのしくみ もしも、プロトコルが人格をもったなら…!? 個性的なキャラたちが織り成すネットワークのつながるしくみ』翔泳社、2016年2月。ISBN 978-4-7981-4323-1。 108号(キャラクターデザイン)
- 『困ったときのスマホお助けブック』NHK出版〈生活実用シリーズ NHK趣味どきっ!MOOK〉、2016年4月。ISBN 978-4-14-199227-1。
- 『擬人化でまなぼ!ITインフラのしくみ パソコン・ネットワーク・サーバーがわかる!!』翔泳社、2016年10月。ISBN 978-4-7981-4693-5。
- 『スラスラわかるC言語 第2版』翔泳社〈Beginner's Best Guide to Programming〉、2017年10月。ISBN 978-4-7981-5379-7。
- 『うかる!基本情報技術者 午後・表計算編』日本経済新聞出版社、2018年11月。ISBN 978-4-532-40974-6。
- 『ブロックチェーン 相互不信が実現する新しいセキュリティ』講談社〈ブルーバックス〉、2019年1月。ISBN 978-4-06-514435-0。
- 『プログラミング教育はいらない GAFAで求められる力とは?』光文社〈光文社新書〉、2019年2月。ISBN 978-4-334-04397-1。
- 『いまさら聞けないITの常識』日本経済新聞出版社〈日経文庫〉、2019年7月。ISBN 978-4-532-11409-1。

### 2020年代
- 『絵でわかるネットワーク』講談社〈絵でわかるシリーズ〉、2020年4月。ISBN 978-4-06-519305-1。
- 『絵でわかるサイバーセキュリティ』講談社〈絵でわかるシリーズ〉、2020年6月。ISBN 978-4-06-520089-6。
- 『5G 大容量・低遅延・多接続のしくみ』講談社〈ブルーバックス〉、2020年7月。ISBN 978-4-06-520495-5。
- 『スマホがあれば広がる世界』宝島社〈TJ MOOK NHK趣味どきっ!〉、2020年8月。ISBN 978-4-299-00757-5。
- 『ジオン軍の失敗 U.C.0079』KADOKAWA〈角川コミックス・エース 機動戦士ガンダムジオン軍事技術の系譜〉、2021年1月。ISBN 978-4-04-110786-7。
- 『ジオン軍の遺産 U.C.0079−0096』KADOKAWA〈角川コミックス・エース 機動戦士ガンダムジオン軍事技術の系譜〉、2021年1月。ISBN 978-4-04-110787-4。
- 『大学教授、発達障害の子を育てる』光文社〈光文社新書〉、2021年2月。ISBN 978-4-334-04509-8。
- 『はじめてのスマホ「やりたい!」がすぐできるスマホ用語100』NHK出版〈生活実用シリーズ NHK趣味どきっ!MOOK〉、2021年2月。ISBN 978-4-14-199296-7。
- 『思考からの逃走』日経BP日本経済新聞出版本部、2021年2月。ISBN 978-4-532-17697-6。
- 『ネットワークスペシャリストポケット攻略本 要点早わかり 改訂新版』技術評論社、2021年3月。ISBN 978-4-297-12007-8。
- 『インターネットというリアル』ミネルヴァ書房、2021年4月。ISBN 978-4-623-09176-8。
- 『Web3とは何か～NFT、ブロックチェーン、メタバース』光文社、2022年12月。ISBN 978-4-334-04639-2。

### 情報処理技術者試験教本
- 『ネットワークスペシャリスト合格教本 平成26年度』技術評論社、2014年3月。ISBN 978-4-7741-6354-3。
- 『ネットワークスペシャリストポケット攻略本 要点早わかり』技術評論社、2015年3月。ISBN 978-4-7741-6942-2。
- 『ネットワークスペシャリスト合格教本 平成28年度』技術評論社、2016年3月。ISBN 978-4-7741-7954-4。
- 『ITパスポート合格教本 平成29年度』技術評論社、2016年12月。ISBN 978-4-7741-8494-4。
- 『情報セキュリティマネジメント合格教本 平成29年度〈春期〉〈秋期〉』技術評論社、2016年12月。ISBN 978-4-7741-8501-9。
- 『応用情報技術者合格教本 平成29年度〈春期〉〈秋期〉』技術評論社、2016年12月。ISBN 978-4-7741-8500-2。 大滝みや子(共著)
- 『情報処理安全確保支援士合格教本 「登録セキスペ」完全対応! 平成29年度〈春期〉〈秋期〉』技術評論社、2016年12月。ISBN 978-4-7741-8502-6。
- 『情報処理安全確保支援士ポケット攻略本 要点早わかり』技術評論社、2017年2月。ISBN 978-4-7741-8506-4。
- 『ネットワークスペシャリスト合格教本 平成29年度』技術評論社、2017年3月。ISBN 978-4-7741-8508-8。
- 『ITパスポート合格教本 平成30年度』技術評論社、2017年11月。ISBN 978-4-7741-9323-6。
- 『情報セキュリティマネジメント合格教本 平成30年度〈春期〉〈秋期〉』技術評論社、2017年12月。ISBN 978-4-7741-9329-8。
- 『応用情報技術者合格教本 平成30年度〈春期〉〈秋期〉』技術評論社、2017年12月。ISBN 978-4-7741-9315-1。 大滝みや子(共著)
- 『情報処理安全確保支援士合格教本 「登録セキスペ」完全対応! 平成30年度〈春期〉〈秋期〉』技術評論社、2017年12月。ISBN 978-4-7741-9316-8。
- 『情報セキュリティマネジメントポケット攻略本 要点早わかり』技術評論社、2018年2月。ISBN 978-4-7741-9321-2。
- 『ネットワークスペシャリスト合格教本 平成30年度』技術評論社、2018年3月。ISBN 978-4-7741-9331-1。
- 『ITパスポート合格教本 平成31/01年』技術評論社、2018年11月。ISBN 978-4-297-10179-4。
- 『情報セキュリティマネジメント合格教本 平成31年〈春期〉/01年〈秋期〉』技術評論社、2018年12月。ISBN 978-4-297-10309-5。
- 『応用情報技術者合格教本 平成31年〈春期〉/01年〈秋期〉』技術評論社、2018年12月。ISBN 978-4-297-10197-8。 大滝みや子(共著)
- 『情報処理安全確保支援士合格教本 「登録セキスペ」完全対応! 平成31年〈春期〉/01年〈秋期〉』技術評論社、2018年12月。ISBN 978-4-297-10187-9。
- 『ネットワークスペシャリスト合格教本 01年』技術評論社、2019年3月。ISBN 978-4-297-10311-8。
- 『ITパスポート合格教本 令和02年』技術評論社、2019年11月。ISBN 978-4-297-10997-4。
- 『情報セキュリティマネジメント合格教本 令和02年〈春期〉〈秋期〉』技術評論社、2019年12月。ISBN 978-4-297-10913-4。
- 『応用情報技術者合格教本 令和02年〈春期〉〈秋期〉』技術評論社、2019年12月。ISBN 978-4-297-10951-6。 大滝みや子(共著)
- 『情報処理安全確保支援士合格教本 「登録セキスペ」完全対応! 令和02年〈春期〉〈秋期〉』技術評論社、2019年12月。ISBN 978-4-297-10949-3。
- 『ネットワークスペシャリスト合格教本 令和02年』技術評論社、2020年3月。ISBN 978-4-297-10967-7。
- 『ITパスポート合格教本 令和03年』技術評論社、2020年11月。ISBN 978-4-297-11726-9。
- 『情報セキュリティマネジメント合格教本 令和03年』技術評論社、2020年12月。ISBN 978-4-297-11724-5。
- 『応用情報技術者合格教本 令和03年〈春期〉〈秋期〉』技術評論社、2020年12月。ISBN 978-4-297-11799-3。 大滝みや子(共著)
- 『情報処理安全確保支援士合格教本 「登録セキスペ」完全対応! 令和03年〈春期〉〈秋期〉』技術評論社、2020年12月。ISBN 978-4-297-11775-7。

## 保有資格
情報処理技術者試験の複数の区分に合格している。合格しているのは初級システムアドミニストレータ試験、第二種情報処理技術者試験、第一種情報処理技術者試験、ネットワークスペシャリスト試験、情報セキュリティアドミニストレータ試験である。
また、岡嶋自身も情報処理技術者試験の合格対策のための参考書を、主にセキュリティに特化した区分（情報処理安全確保支援士試験、情報セキュリティマネジメント試験など）を中心に執筆している。

## 主なテレビ出演
- 趣味どきっ!「使えてますか？スマホ」（2022年8月 - 9月、NHK教育） - 講師
- 趣味どきっ!「たちまちスマホの達人」（2023年4月 - 5月、NHK教育） - 講師